# William Handcock (1er vicomte Castlemaine)
William Handcock (28 août 1761 - 7 janvier 1839) est un député irlandais et partisan de l'Union avec la Grande-Bretagne.

## Biographie
Il est né à Dublin du révérend Richard Handcock et de Sarah Toler. En 1783, il est élu député d'Athlone à la Chambre des communes irlandaise et représente la circonscription jusqu'à l'Acte d'Union en 1801. Il est constable et gouverneur d'Athlone de 1813 à 1839 et gouverneur du comté de Westmeath de 1814 à 1831.
Le 20 mars 1782, il épouse Florinda Trench (3 août 1766 - 9 février 1851), née à Twyford, Westmeath fille de William Trench (1er comte de Clancarty) et Anne Gardiner, comtesse de Clancarty. William et Florinda n'ont aucun enfant, et quand Handcock est créé baron Castlemaine, de Moydrum (dans la pairie d'Irlande) le 21 décembre 1812, son frère est désigné comme héritier. Il est en outre créé vicomte Castlemaine le 12 janvier 1822  mais sans un reste spécial.
Il est tué lors de la Nuit du grand vent en 1839 lorsque le vent a ouvert les volets de sa chambre au château de Moydrum et l'a projeté «si violemment sur le dos qu'il a immédiatement expiré». À sa mort, sa vicomté s'éteint et sa baronnie passe à son frère, dont les descendants détiennent toujours le titre.
La ville australienne de Castlemaine dans l'État de Victoria est nommée en son honneur par son neveu, le capitaine W. Wright.